# 毛蕊郁金香
毛蕊郁金香（学名：Tulipa dasystemon）为百合科郁金香属的植物。分布于中亚地区以及中国大陆的新疆等地，生长于海拔1,800米至3,200米的地区，多生长在山地阳坡，目前尚未由人工引种栽培。